# Liste der baltischen Fußballmeister 1908–1933

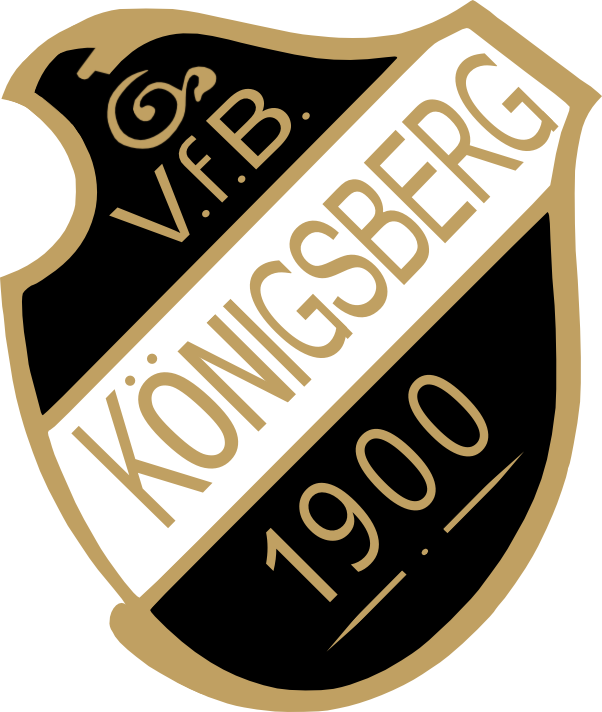
VfB Königsberg
11-mal Baltischer Meister

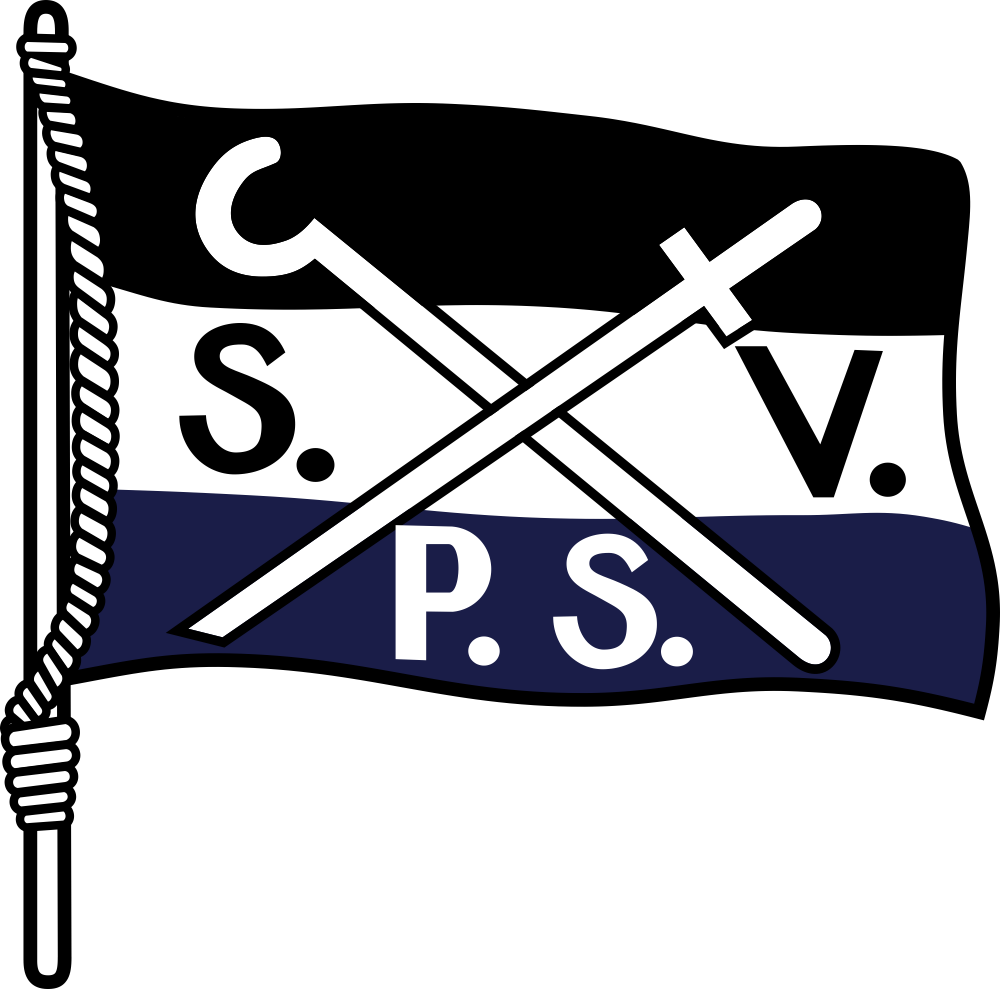
SV Prussia-Samland Königsberg
5-mal Baltischer Meister

Die Liste der baltischen Fußballmeister umfasst alle Meister des Baltischen Rasen- und Wintersport-Verbandes der Jahre 1908 bis 1933. Am 26. Januar 1908 wurde der Baltische Rasen- und Wintersport-Verband als Baltischer Rasensport-Verband gegründet. Die erste Meisterschaftsrunde fand 1907/08 statt. Im August 1933 wurde der Verband aufgelöst.
Die Meister der regionalen Spielklassen spielten in einer Endrunde den Baltischen Meister aus, wobei der Endrunden-Modus – einhergehend mit den häufigen Reformen der Spielklassen – mehrfach geändert werden musste. Zwischen 1914 und 1919 wurde wegen des Ersten Weltkriegs keine baltische Meisterschaft ausgespielt. Ab 1925 durfte der Baltische Rasen- und Wintersport-Verband zwei Mannschaften zur deutschen Meisterschaft entsenden. Ab 1927 nannte sich der Verband Baltischer Sport-Verband.
Mit Machtübernahme der Nationalsozialisten wurde der Baltische Sport-Verband 1933 aufgelöst, an dessen Stelle traten der Fußballgau Ostpreußen und der Fußballgau Pommern.

## Baltische Meister 1908–1933
| Jahr    | Baltischer Meister            | Abschneiden deutsche Meisterschaft | Deutscher Meister    |
| ------- | ----------------------------- | ---------------------------------- | -------------------- |
| 1907/08 | VfB Königsberg                | Viertelfinale                      | Berliner FC Viktoria |
| 1908/09 | VfB Königsberg                | Viertelfinale                      | Karlsruher FC Phönix |
| 1909/10 | SV Prussia-Samland Königsberg | Ausscheidungsrunde                 | Karlsruher FV        |
| 1910/11 | SC Lituania Tilsit            | Viertelfinale                      | Berliner FC Viktoria |
| 1911/12 | BuEV Danzig                   | Viertelfinale                      | Holstein Kiel        |
| 1912/13 | SV Prussia-Samland Königsberg | Viertelfinale                      | VfB Leipzig          |
| 1913/14 | SV Prussia-Samland Königsberg | Viertelfinale                      | SpVgg Fürth          |
| 1919/20 | Stettiner FC Titania          | Halbfinale                         | 1. FC Nürnberg       |
| 1920/21 | VfB Königsberg A              | Viertelfinale A                    | 1. FC Nürnberg       |
| 1921/22 | VfB Königsberg B              | Viertelfinale B                    | kein Meister         |
| 1922/23 | VfB Königsberg                | Halbfinale                         | Hamburger SV         |
| 1923/24 | VfB Königsberg                | Viertelfinale                      | 1. FC Nürnberg       |
| 1924/25 | VfB Königsberg                | Achtelfinale                       | 1. FC Nürnberg       |
| 1925/26 | VfB Königsberg                | Achtelfinale                       | SpVgg Fürth          |
| 1926/27 | Stettiner FC Titania          | Achtelfinale                       | 1. FC Nürnberg       |
| 1927/28 | VfB Königsberg                | Viertelfinale                      | Hamburger SV         |
| 1928/29 | VfB Königsberg                | Achtelfinale                       | SpVgg Fürth          |
| 1929/30 | VfB Königsberg                | Achtelfinale                       | Hertha BSC           |
| 1930/31 | SV Prussia-Samland Königsberg | Achtelfinale                       | Hertha BSC           |
| 1931/32 | SV Hindenburg Allenstein      | Achtelfinale                       | FC Bayern München    |
| 1932/33 | SV Prussia-Samland Königsberg | Achtelfinale                       | Fortuna Düsseldorf   |

## Baltische Vizemeister 1925–1933
Ab der Saison 1924/25 war auch der baltische Vizemeister für die Endrunde der deutschen Fußballmeisterschaft qualifiziert.
| Jahr    | Baltischer Vizemeister   | Abschneiden deutsche Meisterschaft | Deutscher Meister  |
| ------- | ------------------------ | ---------------------------------- | ------------------ |
| 1924/25 | Stettiner FC Titania     | Achtelfinale                       | 1. FC Nürnberg     |
| 1925/26 | Stettiner SC             | Achtelfinale                       | SpVgg Fürth        |
| 1926/27 | VfB Königsberg           | Achtelfinale                       | 1. FC Nürnberg     |
| 1927/28 | SC Preußen Stettin       | Achtelfinale                       | Hamburger SV       |
| 1928/29 | Stettiner FC Titania     | Achtelfinale                       | SpVgg Fürth        |
| 1929/30 | Stettiner FC Titania     | Achtelfinale                       | Hertha BSC         |
| 1930/31 | VfB Königsberg           | Achtelfinale                       | Hertha BSC         |
| 1931/32 | Viktoria Stolp           | Achtelfinale                       | FC Bayern München  |
| 1932/33 | SV Hindenburg Allenstein | Viertelfinale                      | Fortuna Düsseldorf |

## Rekordmeister
Baltischer Rekordmeister ist der VfB Königsberg, der den Titel 11-mal gewinnen konnten.
|  | Verein                        | Titel | Jahr                                                             |
|  | ----------------------------- | ----- | ---------------------------------------------------------------- |
|  | VfB Königsberg                | 11    | 1908, 1909, 1921, 1922, 1923, 1924, 1925, 1926, 1928, 1929, 1930 |
|  | SV Prussia-Samland Königsberg | 5     | 1910, 1913, 1914, 1931, 1933                                     |
|  | Stettiner FC Titania          | 2     | 1920, 1927                                                       |
|  | SC Lituania Tilsit            | 1     | 1911                                                             |
|  | BuEV Danzig                   | 1     | 1912                                                             |
|  | SV Hindenburg Allenstein      | 1     | 1932                                                             |

## Regionale Meister 1908 bis 1933
Nachfolgend sind die Meister der jeweils höchsten regionalen Spielklassen aufgeführt. Der jeweilige baltische Meister eines Jahres ist fett hervorgehoben.

### 1908 bis 1910
In diesen Jahren wurde in den Bezirken Ostpreußen, Danzig-Stolp und Elbing-Marienwerder (1907/08 Elbing-Graudenz) gespielt.
| Jahr    | Ostpreußen                    | Danzig-Stolp | Elbing-Marienwerder |
| ------- | ----------------------------- | ------------ | ------------------- |
| 1907/08 | VfB Königsberg                | BuEV Danzig  | Elbinger SV         |
| 1908/09 | VfB Königsberg                | BuEV Danzig  | Elbinger SV         |
| 1909/10 | SV Prussia-Samland Königsberg | BuEV Danzig  | SC Graudenz         |

### 1911 bis 1913
In dieser Zeit gab es viele kleinere Bezirke, deren Meister für die baltische Endrunde qualifiziert waren.
| Jahr    | Königsberg             | Tilsit/Memel       | Gumbinnen/Insterburg  | Rastenburg/Lyck   | Allenstein/Osterode      |
| ------- | ---------------------- | ------------------ | --------------------- | ----------------- | ------------------------ |
| 1910/11 | VfB Königsberg         | SC Lituania Tilsit | SC Preußen Insterburg | Rastenburger SV   | SV Allenstein            |
| 1910/11 | Graudenz/Bromberg      | Elbing             | Danzig                | Stolp/Lauenburg   | SV Allenstein            |
| 1910/11 | SV Marienwerder        | Elbinger SV        | SV Ostmark Danzig     | SV Viktoria Stolp | SV Allenstein            |
| Jahr    | Königsberg             | Tilsit/Memel       | Insterburg/Gumbinnen  | Rastenburg/Lyck   | Allenstein/Osterode      |
| 1911/12 | VfB Königsberg         | SC Lituania Tilsit | SC Preußen Insterburg | nicht überliefert | SV Allenstein            |
| 1911/12 | Elbing                 | Graudenz           | Danzig                | Stolp/Köslin      | Bromberg/Schneidemühl    |
| 1911/12 | Elbinger SV            | Seminar SV Thorn   | BuEV Danzig           | SV Viktoria Stolp | kein Meister ausgespielt |
| Jahr    | Königsberg             | Tilsit/Memel       | Insterburg/Gumbinnen  | Rastenburg/Lyck   | Allenstein/Osterode      |
| 1912/13 | SV Pr.-Sam. Königsberg | SC Lituania Tilsit | FC Preußen Gumbinnen  | Rastenburger SV   | SV Allenstein            |
| 1912/13 | Elbing                 | Graudenz           | Danzig                | Stolp/Köslin      | Bromberg/Schneidemühl    |
| 1912/13 | Elbinger SV            | SC Graudenz        | BuEV Danzig           | SV Germania Stolp | SV Hertha Schneidemühl   |

### 1914 bis 1933
Ab 1914 wurde wieder in drei Kreisen gespielt. Zur Spielzeit 1928/29 wechselte die Bezeichnung von Kreis in Bezirk. Ab der Saison 1930/31 wechselte der Bezirk Pommern zum Verband Brandenburgischer Ballspielvereine. In den Spielzeiten 1927, 1931, 1932 und 1933 wurden jeweils Bezirksvizemeister baltischer Fußballmeister.
| Jahr    | Ostpreußen                    | Danzig (ab 1930: Grenzmark) | Pommern (bis 1930)       |
| ------- | ----------------------------- | --------------------------- | ------------------------ |
| 1913/14 | SV Prussia-Samland Königsberg | BuEV Danzig                 | Stettiner FC Titania     |
| 1919/20 | SV Prussia-Samland Königsberg | VfL Danzig                  | Stettiner FC Titania     |
| 1920/21 | VfB Königsberg                | Preußen Danzig              | Stettiner SC             |
| 1921/22 | VfB Königsberg                | SV Schutzpolizei Danzig     | Stettiner FC Titania     |
| 1922/23 | VfB Königsberg                | Preußen Danzig              | Stettiner FC Titania     |
| 1923/24 | VfB Königsberg                | Preußen Danzig              | Stettiner SC             |
| 1924/25 | VfB Königsberg                | SV Neufahrwasser            | Stettiner FC Titania     |
| 1925/26 | VfB Königsberg                | VfL Danzig                  | Stettiner FC Titania     |
| 1926/27 | VfB Königsberg                | SV Neufahrwasser            | Stettiner SC             |
| 1927/28 | VfB Königsberg                | SV Schutzpolizei Danzig     | SC Preußen Stettin       |
| 1928/29 | VfB Königsberg                | SV Neufahrwasser            | VfB Stettin              |
| 1929/30 | VfB Königsberg                | SV Schutzpolizei Danzig     | Stettiner FC Titania     |
| 1930/31 | VfB Königsberg                | PSV Elbing                  | Austragung unter dem VBB |
| 1931/32 | VfB Königsberg                | SV Viktoria Stolp           | Austragung unter dem VBB |
| 1932/33 | SV Hindenburg Allenstein      | BuEV Danzig                 | Austragung unter dem VBB |

## Ewige Tabelle
Berücksichtigt sind alle ausgetragenen Spiele in den Endrunden zur Baltischen Fußballmeisterschaft. Die Tabelle richtet sich nach der damals gültigen 2-Punkte-Regel.
| Pl. | Verein                        | Jahre | Sp. | S  | U | N  | T+  | T- | Diff. | Punkte | Ø-Pkt. | Titel | Bezirk           | Teilnahmejahre                        |
| --- | ----------------------------- | ----- | --- | -- | - | -- | --- | -- | ----- | ------ | ------ | ----- | ---------------- | ------------------------------------- |
| 1.  | VfB Königsberg                | 16    | 68  | 47 | 4 | 17 | 222 | 83 | +139  | 98:38  | 1,44   | 11    | Ostpreußen       | 1908–09, 1911–12, 1921–32             |
| 2.  | Stettiner FC Titania          | 10    | 47  | 24 | 5 | 18 | 97  | 92 | +5    | 53:41  | 1,13   | 2     | Pommern          | 1914, 1920, 1922–23, 1925–30          |
| 3.  | SV Prussia-Samland Königsberg | 7     | 25  | 15 | 1 | 9  | 67  | 50 | +17   | 31:19  | 1,24   | 5     | Ostpreußen       | 1910, 1913–14, 1920, 1927, 1931, 1933 |
| 4.  | BuEV Danzig/ VfL Danzig       | 9     | 24  | 9  | 1 | 14 | 49  | 59 | −10   | 19:29  | 0,79   | 1     | Danzig-Grenzmark | 1908–10, 1912–14, 1920, 1926, 1933    |
| 5.  | Stettiner SC                  | 4     | 17  | 7  | 2 | 8  | 45  | 34 | +11   | 16:18  | 0,94   | 0     | Pommern          | 1921, 1924, 1926–27                   |
| 6.  | Preußen Danzig                | 4     | 16  | 5  | 3 | 8  | 18  | 37 | −19   | 13:19  | 0,81   | 0     | Danzig-Grenzmark | 1921, 1923–24, 1933                   |
| 7.  | SV Hindenburg Allenstein      | 2     | 12  | 6  | 1 | 5  | 30  | 25 | +5    | 13:11  | 1,08   | 1     | Ostpreußen       | 1932–33                               |
| 8.  | VfB Stettin                   | 2     | 13  | 6  | 0 | 7  | 33  | 28 | +5    | 12:14  | 0,92   | 0     | Pommern          | 1929–30                               |
| 9.  | SC Lituania Tilsit            | 3     | 7   | 5  | 0 | 2  | 30  | 13 | +17   | 10:40  | 1,43   | 1     | Ostpreußen       | 1911–13                               |
| 10. | SV Neufahrwasser              | 4     | 20  | 4  | 1 | 15 | 27  | 70 | −43   | 9:31   | 0,45   | 0     | Danzig-Grenzmark | 1925, 1927, 1929, 1931                |
| 11. | Danziger SC                   | 2     | 11  | 4  | 1 | 6  | 21  | 33 | −12   | 9:13   | 0,82   | 0     | Danzig-Grenzmark | 1926, 1932                            |
| 12. | SV Schupo Danzig              | 4     | 17  | 4  | 0 | 13 | 25  | 65 | −40   | 8:26   | 0,47   | 0     | Danzig-Grenzmark | 1922, 1927–28, 1930                   |
| 13. | SV Allenstein                 | 3     | 7   | 4  | 0 | 3  | 25  | 21 | +4    | 8:60   | 1,14   | 0     | Ostpreußen       | 1911–13                               |
| 14. | Viktoria Stolp                | 3     | 9   | 4  | 0 | 5  | 12  | 28 | −16   | 8:10   | 0,89   | 0     | Pommern          | 1912, 1930, 1932                      |
| 15. | SC Preußen Stettin            | 1     | 6   | 4  | 0 | 2  | 17  | 10 | +7    | 8:40   | 1,33   | 0     | Pommern          | 1928                                  |
| 16. | SpVgg Memel                   | 3     | 11  | 3  | 1 | 7  | 18  | 25 | −7    | 7:15   | 0,64   | 0     | Ostpreußen       | 1928–30                               |
| 17. | Polizei SV Elbing             | 1     | 7   | 3  | 0 | 4  | 10  | 13 | −3    | 6:80   | 0,86   | 0     | Danzig-Grenzmark | 1931                                  |
| 18. | Viktoria Allenstein           | 1     | 5   | 2  | 0 | 3  | 11  | 12 | −1    | 4:60   | 0,8    | 0     | Ostpreußen       | 1926                                  |
| 19. | SV Ostmark Danzig             | 1     | 2   | 1  | 0 | 1  | 9   | 4  | +5    | 2:20   | 1      | 0     | Danzig-Grenzmark | 1911                                  |
| 20. | SV Marienwerder               | 1     | 2   | 1  | 0 | 1  | 7   | 7  | ±0    | 2:20   | 1      | 0     | Danzig-Grenzmark | 1911                                  |
| 21. | SC Graudenz                   | 1     | 2   | 1  | 0 | 1  | 7   | 10 | −3    | 2:20   | 1      | 0     | Danzig-Grenzmark | 1913                                  |
| 22. | Elbinger SV                   | 2     | 2   | 0  | 0 | 2  | 5   | 16 | −11   | 0:40   | 0      | 0     | Danzig-Grenzmark | 1912–13                               |
| 23. | Rastenburger SV               | 2     | 2   | 0  | 0 | 2  | 1   | 16 | −15   | 0:40   | 0      | 0     | Ostpreußen       | 1911, 1913                            |
| 24. | SC Preußen Insterburg         | 2     | 2   | 0  | 0 | 2  | 2   | 18 | −16   | 0:40   | 0      | 0     | Ostpreußen       | 1911–12                               |
| 25. | SV Hertha Schneidemühl        | 1     | 0   | 0  | 0 | 0  | 0   | 0  | ±0    | 0:0    | 0      | 0     | Pommern          | 1913                                  |
| 26. | Seminar SV Thorn              | 1     | 1   | 0  | 0 | 1  | 1   | 3  | −2    | 0:20   | 0      | 0     | Danzig-Grenzmark | 1912                                  |
| 27. | FC Preußen Gumbinnen          | 1     | 1   | 0  | 0 | 1  | 0   | 3  | −3    | 0:20   | 0      | 0     | Ostpreußen       | 1913                                  |
| 28. | SV Viktoria Elbing            | 1     | 1   | 0  | 0 | 1  | 0   | 7  | −7    | 0:20   | 0      | 0     | Danzig-Grenzmark | 1911                                  |
| 29. | SV Germania Stolp             | 1     | 1   | 0  | 0 | 1  | 0   | 7  | −7    | 0:20   | 0      | 0     | Pommern          | 1913                                  |